# Bandiera del Kansas
La bandiera del Kansas fu creata nel 1925. 
Fu adottata ufficialmente dallo Stato nel 1927 e successivamente modificata nel 1961. 
Rappresenta (dall'alto in basso): un girasole (fiore simbolo dello Stato) e il Kansas State Seal, raffigurante il motto statale "Ad Astra per Aspera" (dal latino: alle stelle attraverso le difficoltà), 34 stelle (il Kansas fu il 34º Stato ad entrare nell'Unione), un sole nascente (che rappresenta gli Stati Uniti orientali), una carovana di pionieri (simbolo dell'espansione verso Ovest), un fiume con un battello a vapore (il commercio), la capanna di un contadino che lavora la terra (l'agricoltura) e dei Pellerossa che cacciano un bisonte americano. Sul lato inferiore della bandiera è scritto il nome dello Stato: "Kansas" a caratteri dorati (scritta aggiunta nel 1961).

## Bandiere storiche

Bandiera del Kansas (1925-1927)
Bandiera del Kansas (1927-1961)
Bandiera del Governatore del Kansas (prima del 1961)